# ورای (کلرادو)
ورای (به انگلیسی: Wray) شهری در ایالت کلرادو کشور ایالات متحده آمریکا است که جمعیت آن در سرشماری سال ۲۰۱۰ میلادی، ۲٬۳۴۲ نفر بوده‌است.